# Centromochlus meridionalis
Centromochlus meridionalis é uma espécie de peixe, que foi descrita pela primeira vez por Sarmento-soares, Cabeceira, Carvalho, Zuanon e Alberto Akama, em 2013. Centromochlus meridionalis pertence ao gênero Centromochlus e à família Auchenipteridae.